# Аарон II (хазарский царь)
Ааро́н II (время правления: 900-е — 930-е годы) — правитель (тюркск. титул бек, евр. хамалех) Хазарского каганата. Не являлся каганом, а принадлежал к династии царей-заместителей (Буланиды). Одиннадцатый по счёту представитель. Правнук Аарона I.
В период его правления Византии удалось натравить на Хазарию алан — второе по силе государство на Северном Кавказе, ранее являвшееся традиционным союзником хазар и спасшее Хазарию от поражения в войне против коалиции кочевых народов при отце Аарона Вениамине. Аланский царь напал на Хазарию, но Аарон нанял против него вождя «турок» (какого-то кочевого племени). Аланы были разбиты, а их царь — пленён. Аарон, не желая превращать соседа в постоянного врага, не стал его наказывать, а оказал почётный приём и взял его дочь в жёны своему наследнику Иосифу. После этого аланы временно вернулись в орбиту хазарского влияния и после 932 года отреклись от христианства, изгнав греческого епископа и священников.
Данные об алано-хазарской войне и роли в ней Аарона изложены в Кембриджском документе. В других источниках имя правившего в начале X века хазарского царя не называется, но сообщается, что он лично стоял за несколькими важными событиями. В 901 году он возглавил набег на Дербент, ознаменовавший начало последнего всплеска хазарской активности на Кавказе. До 912 года хазары в союзе с соседними дагестанскими государствами совершили несколько походов на арабские владения. В 913/914 году хазарский царь пропустил в Каспийское море русов, которые подвергли грабежу побережье. Царь получил от вернувшегося войска половину добычи, но затем хазарская гвардия, состоящая из мусульман, потребовала у царя права отомстить за гибель единоверцев, и он не стал препятствовать. Ослабленное русское войско было почти полностью уничтожено. В 922 году царь Хазарии в ответ на разрушение синагоги в одной из исламских стран приказал разрушить минарет при столичной мечети и казнить муэдзинов.